# Pandora
Pandora — рід грибів родини Entomophthoraceae. Назва вперше опублікована 1989 року.
Найбільш відомий представник Pandora neoaphidis, який розвивається як облігатний патоген у різних видів попелиці.
Pandora formicae (Humber & Bałazy) Humber - рідкісний приклад ентомопатогенного гриба порядку Entomophthorales, пристосованого виключно до зараження соціальних комахах: деревних мурах з роду Formica.